# Химзавод (Вологодская область)
Химзавод — посёлок в Великоустюгском районе Вологодской области.
До 1 января года входил в состав Сусоловского сельского поселения, с 1 января 2022 года в составе Заречного сельского поселения).
С точки зрения административно-территориального деления — входит в Сусоловский сельсовет.
Расстояние по автодороге до районного центра Великого Устюга — 55 км, до центра муниципального образования Сусоловки — 5 км. Ближайшие населённые пункты — Северный, Сусоловка.
Согласно переписи 2002 года население — 30 человек (17 мужчин, 13 женщин). Преобладающая национальность — русские (97 %).